# جون بريسلن
جون بريسلن (بالإنجليزية: John G. Breslin)‏ هو مهندس أيرلندي، ولد في 1973.